# إلين ساكس
الين ساكس (بالإنجليزية: Elyn Saks)‏ هي عميد مشارك وبروفيسور أورن بي. ايفانز (Orrin B. Evans) في القانون وعلم النفس والطب النفسي وعلوم السلوك في جامعة جنوب كاليفورنيا كلية جولد للقانون وخبيرة في قاون الصحة النفسية.

## سيرة
```
تعاني من انفصام الشخصية، وكتبت عن تجربتها مع المرض في سيرتها الذاتية رحلتي من خلال الجنون نشرت من قبل كتب هايبريون، 2007. تتدرب الدكتورة ساكس كأخصائية نفسية في جنوب كاليفورنيا. .
[
3
]
 Dr. Saks is in training as a psychoanalyst in Southern California.
[
بحاجة لمصدر
]
```

تقول ساكس «هناك حاجة هائلة لتنهار الأساطير من المرض العقلي، إلى وضع وجه على ذلك، لتبين للناس أن التشخيص ليس من الضروري أن يؤدي إلى حياة مؤلمة ومنحرفة».." في السنوات الاخيرة، بدأ الباحثون التحدث عن الرعاية الصحية العقلية بنفس طريقة متخصصين الإدمان في التحدث عن الشفاء – رحلة مدى الحياة عن النفس- العلاج والانضباط الذي يوجه برنامج تعاطي المخدرات. الفكرة لا تزال مثيرة للجدل: إدارة مرض عقلي حاد هو أكثر تعقيدا من مجرد تجنب بعض السلوكيات. وتشمل المناهج " الدواء«(عادة), المعالجة (اغلب الأحيان), ومقياس لحسن الحظ (دائما) - والأهم من كل هذا، القوة الداخلية لإدارة شياطين الشخص، ان لم يكن بعيدا عنهم.» وهذه القوة يمكن ان تأتي من أي مكان ما، ويقول هولاء المرضى السابقين: الحب، والغفران، والإيمان بالله، صداقة مدى الحياة. تقول ساكس «نحن الذين نعاني من هذه الاضطرابات إذا كانت لدينا الموارد المناسبة يمكن أن تؤدي هذه إلى سعيد كامل، وحياة منتجة.»
في يونيو 2012، قدمت ساكس خطاب في تيد TED للدعوة إلى التعاطف تجاه الأشخاص المصابين بمرض عقلي.
وقد اتمت ساكس بحث عالي الاداء للاشخاص المصابين بالفصام في لوس انجلس، والذين يعانون من الأوهام الخفيفة وسلوك الهلوسة فمنهم الفنيين الناجحين، والأطباء، والمهن القانونية والتجارية. والعديد يدرسون نحو الكلية أو الدراسات العليا.

## الجوائز
- برنامج زملاء ماك ارثر 2009

## الأعمال
- هل يمكن للمركز التحمل:(ردمك 978-1-4013-0138-5)
- رفض الرعاية: العلاج الجبري وحقوق المرضى النفسيين، (ردمك 978-0-226-73397-5)
- ترجمة التفسير حدود التحليل النفسي تفسيري، (ردمك 978-0-300-07603-5)
- محاكمة جيكل: اضطراب الشخصية المتعددة والقانون الجنائي، (ردمك 978-0-8147-9764-8)

## وصلات خارجية
- Elyn Saks at USC Gould
- Interview from الإذاعة الوطنية العامة
- Interview on The Charlie Rose Talk Show  [لغات أخرى]‏
- "Elyn Saks: A tale of mental illness from the inside" on TED - Ideas Worth Spreading.
- Successful and Schizophrenic: opinion piece in the New York Times